# Campionat de Catalunya Masculí de Primera Categoria
El Campionat de Catalunya Masculí de Primera Categoria, conegut amb el nom de Primera Catalana, és la segona competició de més nivell que organitza la Federació Catalana de Basquetbol, per sota de la Copa Catalunya de bàsquet masculina i per sobre del Campionat de Catalunya Masculí de Segona Categoria. Es compon de tres grups de 16 equips.
Pugen a Copa Catalunya els dos primers classificats dels tres grups. Els guanyadors dels tres grups i el guanyador de l'eliminatòria prèvia de segons classificats jugaran una fase final per tal de determinar el campió de la categoria. D'altra banda, els tercers i quarts classificats de cada grup jugaran una lligueta en què s'estabirà una classificació per optar a possibles vacants de Copa Catalunya.
Quant als descensos, baixaran directament aquells equips classificats en 15è i 16è lloc. Els equips classificats 11è, 12è, 13è i 14è jugaran una promoció de permanència a dues victòries per tal de mantenir la categoria.

## Campions
| Temporada | Grup 1                           | Grup 2                        | Grup 3                           |
| --------- | -------------------------------- | ----------------------------- | -------------------------------- |
| 2009/10   | CB Prat 1                        | Lluïsos de Gràcia "A"         | Alupu SL-CE Palamós "A"          |
| 2008/09   | AE Minguella Credit Services "A" | AEC Collblanc-La Torrassa "A" | Belca CN Tàrrega                 |
| 2007/08   | CB L'Hospitalet "B"              | Busk'm Artés "A"              | Bluer - SESE "A"                 |
| 2006/07   | Grup Tarradellas-CB Blanes       | CB Valls - Felix Hotel        | CB Grup Barna "A"                |
| 2005/06   | Sferic Terrassa "A"              | CB Sant Josep "B"             | CE Laietà Ascensores Eninter "A" |
| 2004/05   | CB Corbera "A"                   | Bisbal Bàsquet "A"            | CB Vilatel - Vilaseca            |
| 2003/04   | Lingua Visión-AE Dosa "A"        | AB Esplugues "A"              | CB Santa Coloma "A"              |
| 2002/03   | Hotel Antemare-CB Sitges         | CB La Garriga "A"             | CP Roser-Mazda Viacar "B"        |
| 2001/02   | CB Ripollet "A"                  | Sedis - Mausa "A"             | CB Sant Adrià-Betsaida "A"       |